# Albacea

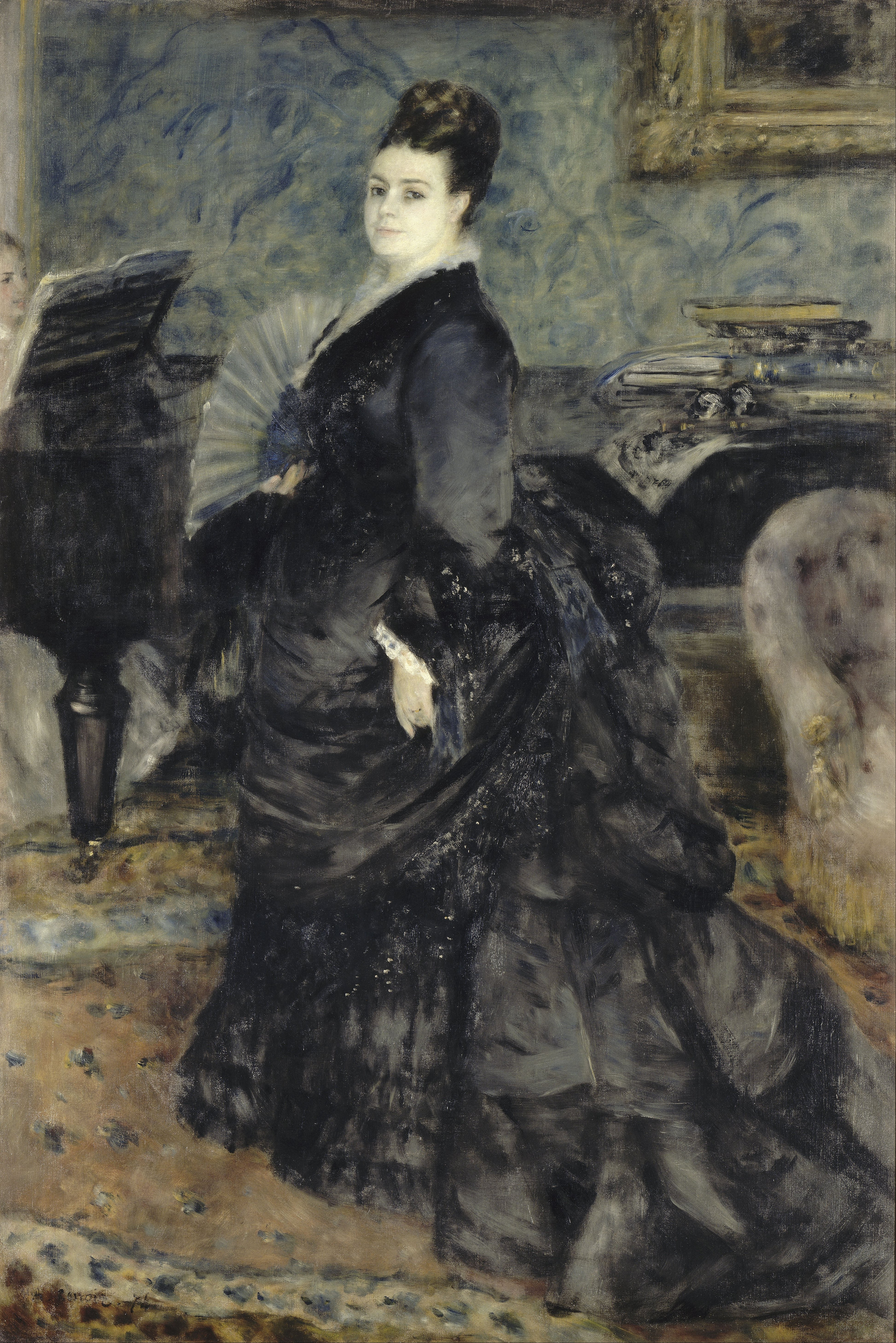
Auguste Renoir, Retrato de una mujer, llamado de la señora Georges Hartmann, regalo del general Bourjat, ejecutora testamentaria de Georges Hartmann (Museo de Orsay)

Albacea (del árabe: (andalusí -ṣáhb-) alwaṣiyya ‘encargado del testamento’) es la persona encargada por un testador o por un juez de cumplir la última voluntad del causante y custodiar sus bienes (el caudal hereditario). En el primer caso (cuando ha sido nombrado en el testamento) se denomina ejecutor testamentario, y en el segundo, ejecutor o albacea dativo.
Cuando no hay testamento, se dice que una persona ha muerto intestada, "sin testimonio". Como resultado, no hay un "testimonio" tangible a seguir y, por lo tanto, no puede haber un ejecutor. Si no hay ejecutor testamentario, o los ejecutores nombrados en un testamento no desean actuar, se puede nombrar a un administrador del patrimonio del difunto. El término genérico para ejecutores testamentarios o administradores es representante personal. En Inglaterra y Gales, cuando una persona muere intestada en una residencia de ancianos y no tiene familiares a los que poder localizar, los responsables de su cuidado se convierten automáticamente en sus ejecutores testamentarios.
Según la ley escocesa, un representante personal de cualquier tipo se denomina ejecutor testamentario, utilizando el nombre de ejecutor nominal para referirse a un ejecutor testamentario y el ejecutor dativo para los administradores. 
Cualquier persona designada como ejecutor testamentario podrá optar por no administrar el patrimonio. En el Reino Unido, al tomar esa decisión, la persona designada puede ejecutar una carta de "poder reservado", que le permitirá actuar posteriormente como ejecutor testamentario si la persona nombrada en la concesión testamentaria es removida o ya no puede actuar.
Finalmente, se llama ejecutor universal a quien tiene poder irrestricto para cumplir íntegramente todas las disposiciones de un testamento. También el albacea es considerado el ayudante inmediato que en un futuro estará preparado para ocupar el cargo de la persona a la que está referida dicha ocupación. Generalmente está relacionado con las Asociaciones de Fieles o Hermandades y Cofradías.

## Etimología
Ejecutor testamentario en castellano deriva del Latín exsecūtor, -ōris y del Latín testamentarĭus.

## Pago del ejecutor testamentario
En algunos países, como Estados Unidos, un ejecutor testamentario tiene automáticamente derecho a una compensación por sus servicios, aunque esta cantidad varía dramáticamente según la jurisdicción. A menos que el testamento lo establezca específicamente, esta compensación suele estar determinada por lo que se considera "razonable" para el esfuerzo involucrado, aunque en varias jurisdicciones el monto se establece como un porcentaje del patrimonio total. Por ejemplo, en California el ejecutor testamentario tiene derecho al 4% de los primeros 100.000 dólares del valor del patrimonio, al 3% de los siguientes 100.000 dólares, y así sucesivamente. En otros países, como el Reino Unido, el ejecutor testamentario no tiene automáticamente derecho a una compensación, aunque la compensación puede dirigirse dentro del testamento o mediante solicitud ante un tribunal.
En algunos países hispanoamericanos, el ejecutor testamentario es un cargo gratuito. Sin embargo, se puede establecer la remuneración que el testador considere oportuna. Todo ello sin perjuicio del derecho que le corresponda por los trabajos de partición u otros facultativos.